# Dornbach (Wien)
Dornbach ist ein Stadtteil Wiens. Die ehemals selbstständige Gemeinde wurde 1892 mit zwei weiteren westlichen Vororten der Hauptstadt zum 17. Wiener Gemeindebezirk Hernals eingemeindet. Heute ist Dornbach eine von 89 Wiener Katastralgemeinden.

## Geographie

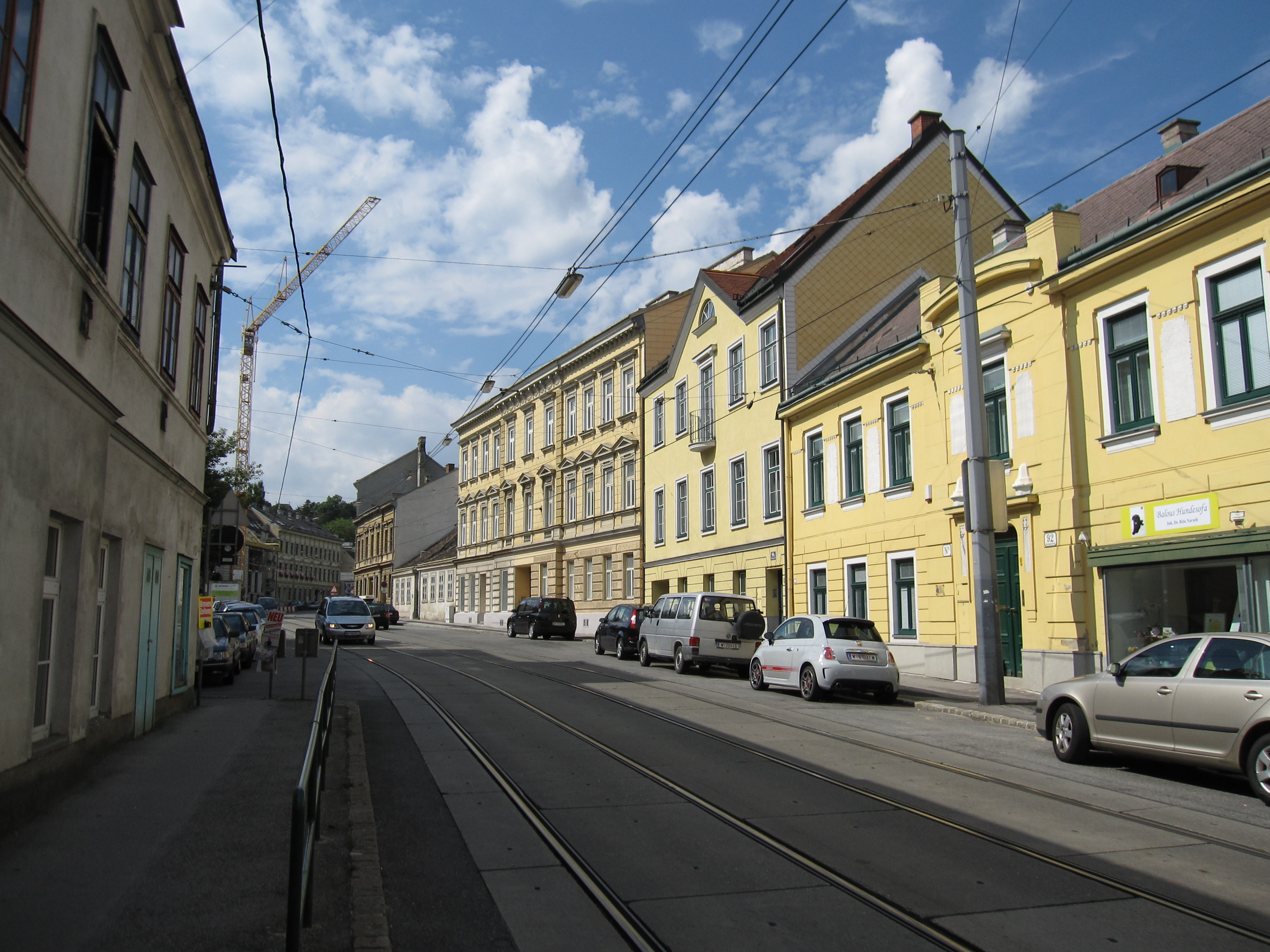
Dornbacher Straße, die Hauptstraße des Stadtteils

Dornbach liegt eingebettet zwischen Heuberg, Schafberg und Gallitzinberg und zwischen den Bezirksteilen Neuwaldegg im Nordwesten und Hernals im Osten. Die Grenze zur Katastralgemeinde Hernals befindet sich im Bereich der Vorortelinie, genauer entlang der Heigerleinstraße und Seitenberggasse, jene zu Neuwaldegg westlich des Hans-Leinkauf-Platzes. Im Westen grenzt Dornbach an Hadersdorf-Weidlingau im Gemeindebezirk Penzing und im Nordosten an Gersthof und Pötzleinsdorf im Gemeindebezirk Währing. Die Katastralgemeinde Dornbach nimmt eine Fläche von 558,13 ha ein und bildet damit den größten der drei Hernalser Bezirksteile. Der Grenzverlauf des drei Zählsprengel umfassenden statistischen Zählbezirks Dornbach, der nur den ältesten Siedlungsbereich samt umliegenden Hängen bezeichnet, unterscheidet sich von jenem der gleichnamigen Katastralgemeinde, die auch Teile der Zählbezirke Alszeile und Äußere Hernalser Hauptstraße umfasst.

## Geschichte
Der Ort wurde urkundlich erstmals 1044 genannt. Die Urkunde bezeugte, dass Sighard der IV., Graf des Salzburg- und Chiemgaus, dem Stift Sankt Peter in Salzburg zwei Edelhuben [behauste Hofstätten] an der Als schenkte. Diese beiden Edelhuben werden als ursprüngliche Siedlungen von Dornbach und dem benachbarten Hernals angenommen, der Name Dornbach wurde jedoch erst um 1115 als Doringinpach erwähnt. Das Wappen Dornbachs – zwei gekreuzte schwarze Schlüssel auf goldenem Grund – entspricht dem Wappen des Stifts Sankt Peter. Die Babenberger nahmen den Salzburger Mönchen aber die Huben weg, da diese auch das Pfarrrecht in St. Stephan innehatten. Erst als die Mönche auf das Pfarrrecht zu Gunsten des Bistums Passau verzichteten, erhielten sie den Besitz von Leopold III. zurück, hinzu kamen ein Bergrücken und zwei Berglehen mit Weingärten, vermutlich Schafberg und Alsegg. Die Mönche rodeten das umliegende Gebiet und bebauten es.

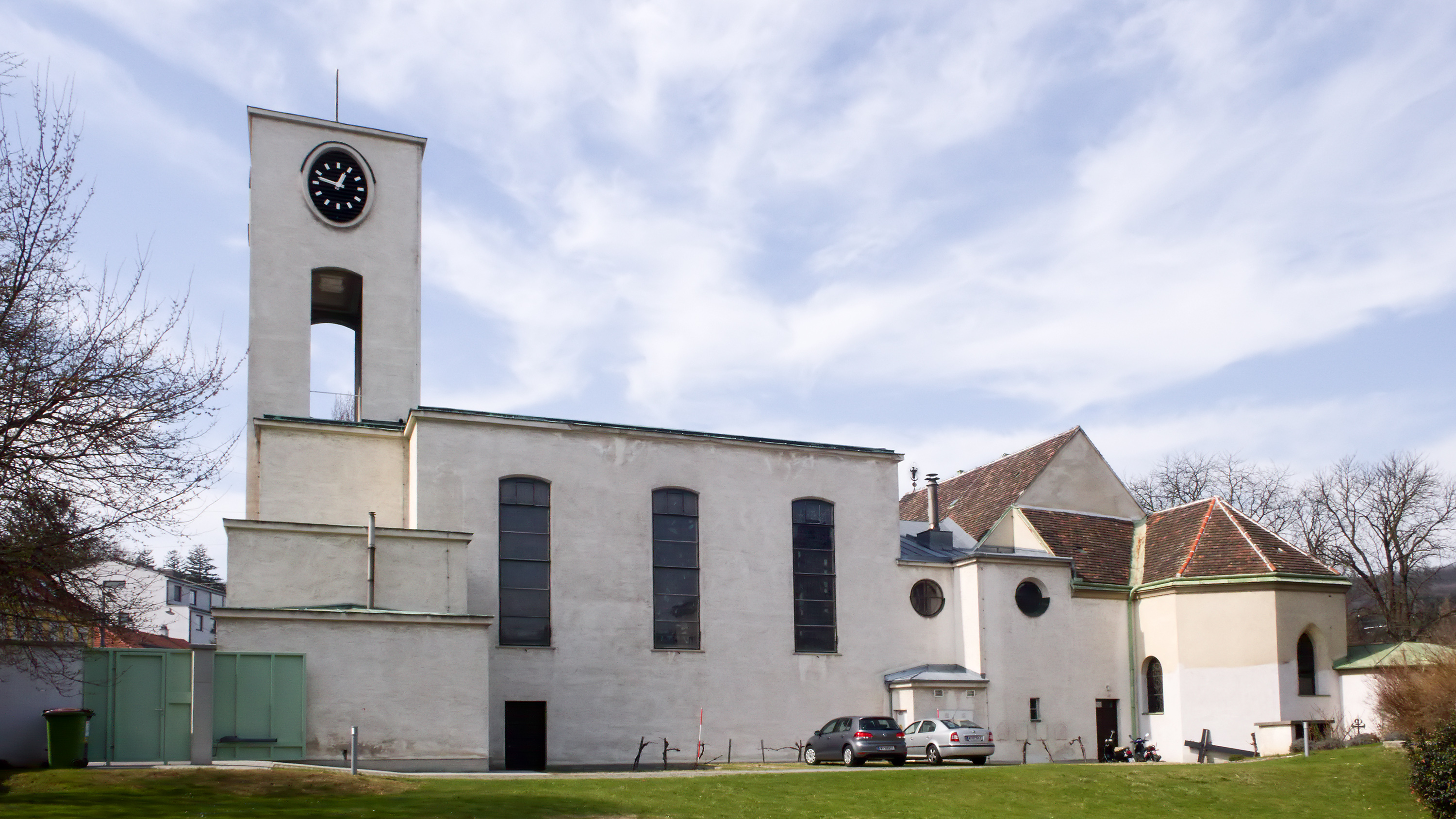
Dornbacher Pfarrkirche

Bereits 1139 wurde in Dornbach durch den Passauer Bischof Reginbert eine Kirche eingeweiht, die im 13. Jahrhundert zur Pfarre erhoben wurde. Rings um das Anwesen mit der Kirche und dem Hof des Stiftes entwickelte sich ein kleines Dorf. Im Zuge der Türkenkriege wurde Dornbach jedoch zweimal zerstört. Nach dem Wiederaufbau nach den Zerstörungen der Zweiten Wiener Türkenbelagerung reicht das Dorf vom heutigen Rupertusplatz bis zur Knollgasse. Im 18. Jahrhundert bekam das Dorf auch eine Schule. Die Dornbacher Bevölkerung war lange Zeit stark abhängig vom Weinbau. Ab etwa 1800 konnte sie sich mit dem Vermieten von Sommerwohnungen an betuchte Wiener ein Zusatzeinkommen sichern. Dies forcierte auch den Ausbau des Dorfes, wo bachaufwärts die Haltergasse (heute Andergasse) besiedelt wurde, in der 1840 neun Häuser standen. Auch Adelige und reiche Bürger errichteten bald Villen oder Sommerhäuser in Dornbach. 1861 wurde in Dornbach auch ein Bad errichtet, das bis 1920 bestand, die Einführung einer Pferdetramway am 4. Oktober 1865 verband Dornbach 1866 auch mit Hernals und Wien.
Nach der Eingemeindung der Vorstädte Wiens im Jahr 1850 begann in den 1870er Jahren auch die Diskussion über die Eingemeindung der Vororte. Nach dem Wunsch Kaiser Franz Josephs in einer Rede 1888 beschloss der niederösterreichische Landesausschuss die Vereinigung Wiens mit den Vororten. Ein entsprechendes Gesetz trat am 1. Jänner 1892 in Kraft und vereinte Dornbach, Hernals und Neuwaldegg zum 17. Wiener Gemeindebezirk Hernals. Trotz seines Wachstums hatte sich Dornbach noch relativ viel von seinem dörflichen Charakter erhalten und zählte zu dieser Zeit 3.369 Einwohner in 347 Häusern. Vor allem nach der Eröffnung der Station Hernals der Vorortelinie 1898 kam es am Frauenfeld, einer damals noch kaum für Wohnzwecke erschlossenen Ebene östlich des Dornbacher Dorfkerns, zu einer dichten Verbauung mit vier- bis sechsgeschoßigen Zinshäusern und Gemeindebauten. Im Grenzbereich der nunmehrigen Katastralgemeinden Hernals, Dornbach und Ottakring entstand ein neuer Verkehrsknotenpunkt (Bahnhofsplatz Hernals), der auch die benachbarten Gebiete im 16. Bezirk (Sandleiten, Kongressplatz) bedient. Der architektonische und zum Teil auch der sozioökonomische Charakter des Dornbacher Frauenfelds erinnert mehr an die östlich angrenzenden Teile des Äußeren Hernals als an die durch aufgelockerte Verbauung gekennzeichneten, bürgerlichen Bezirksteile jenseits der Güpferlingstraße, welche oft fälschlich als Grenze zwischen Hernals und Dornbach wahrgenommen wird.

## Kultur und Sehenswürdigkeiten

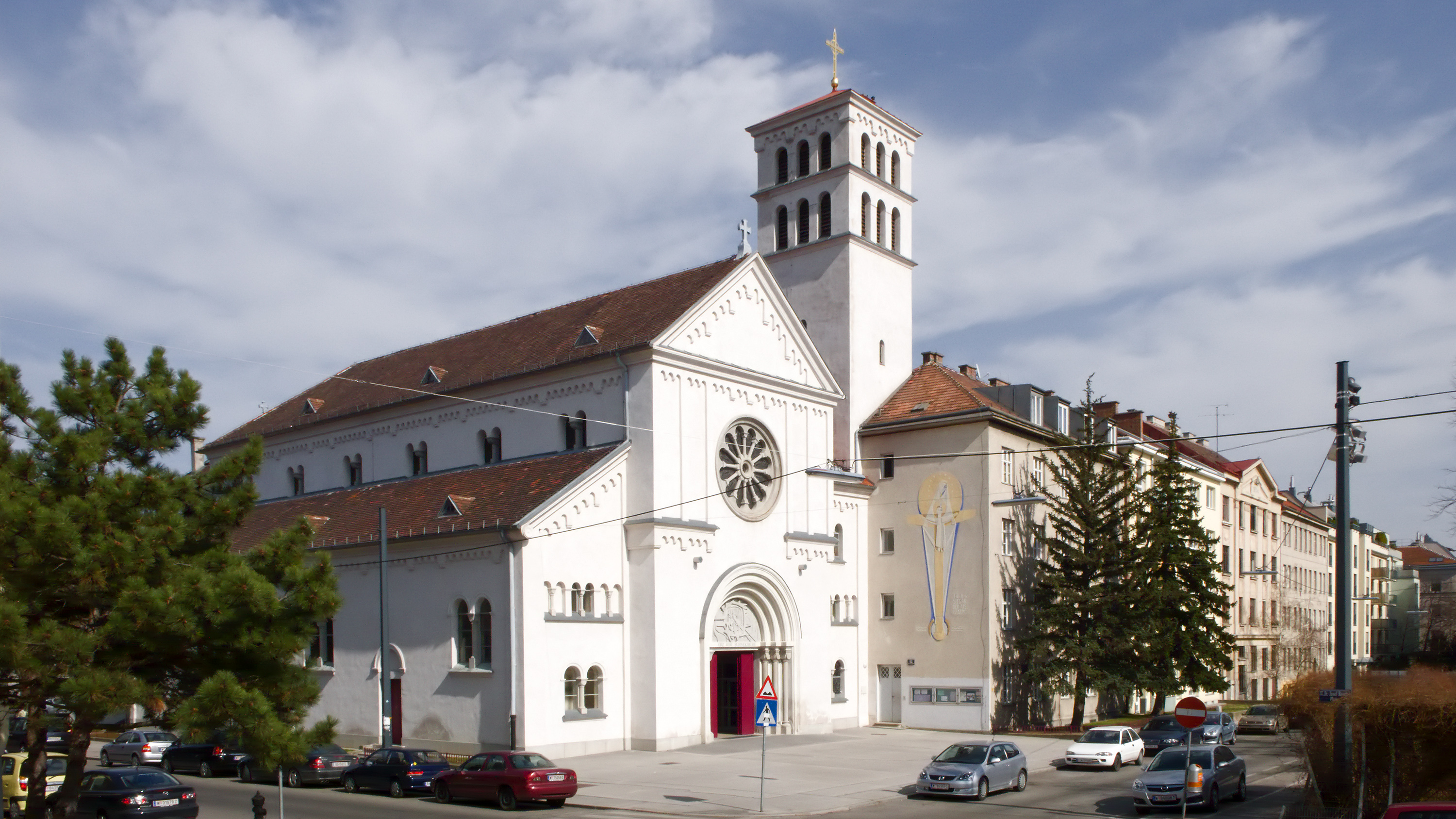
Die Herz-Jesu-Sühnekirche

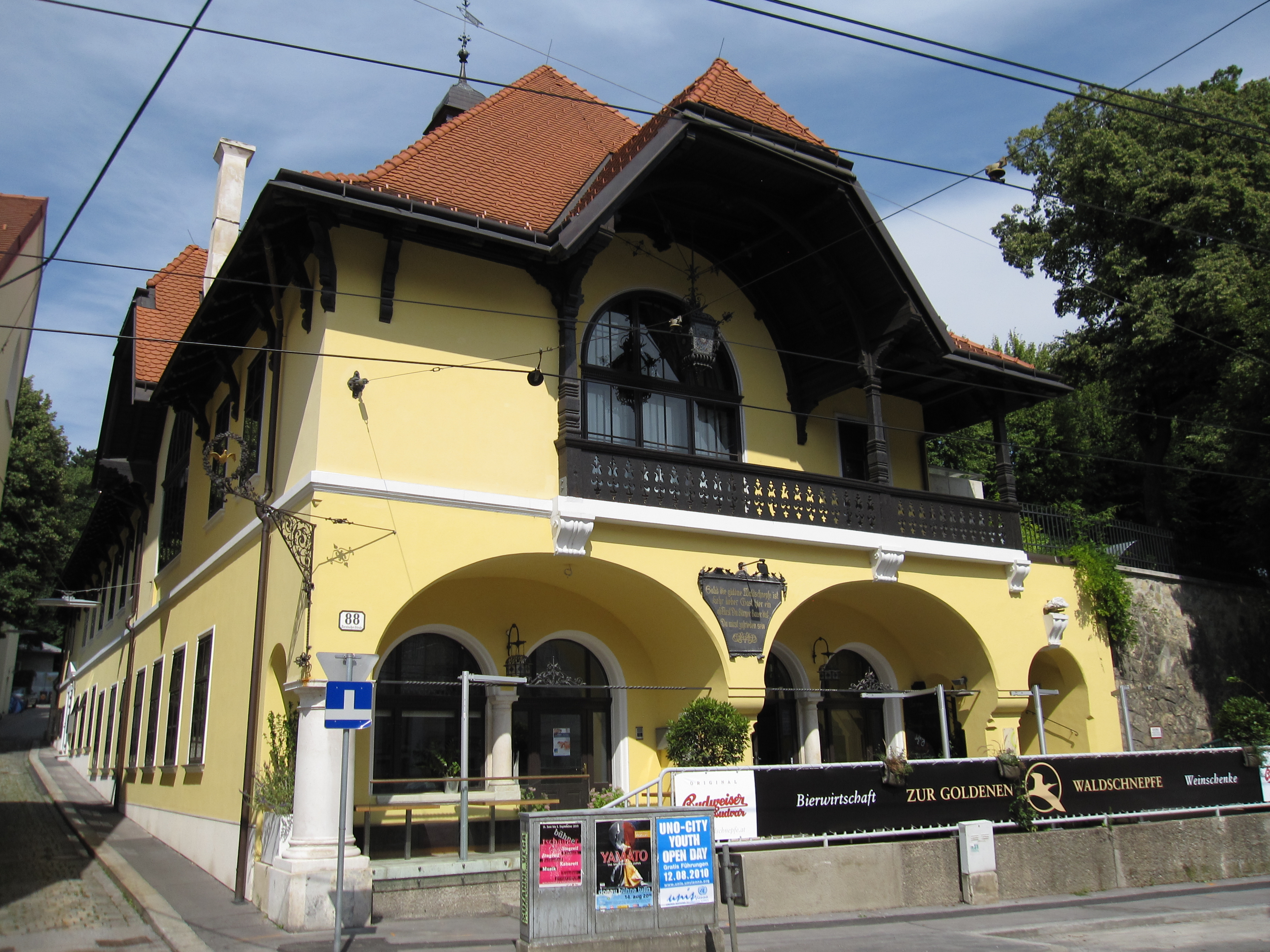
Gasthof „Zur güldenen Waldschnepfe“

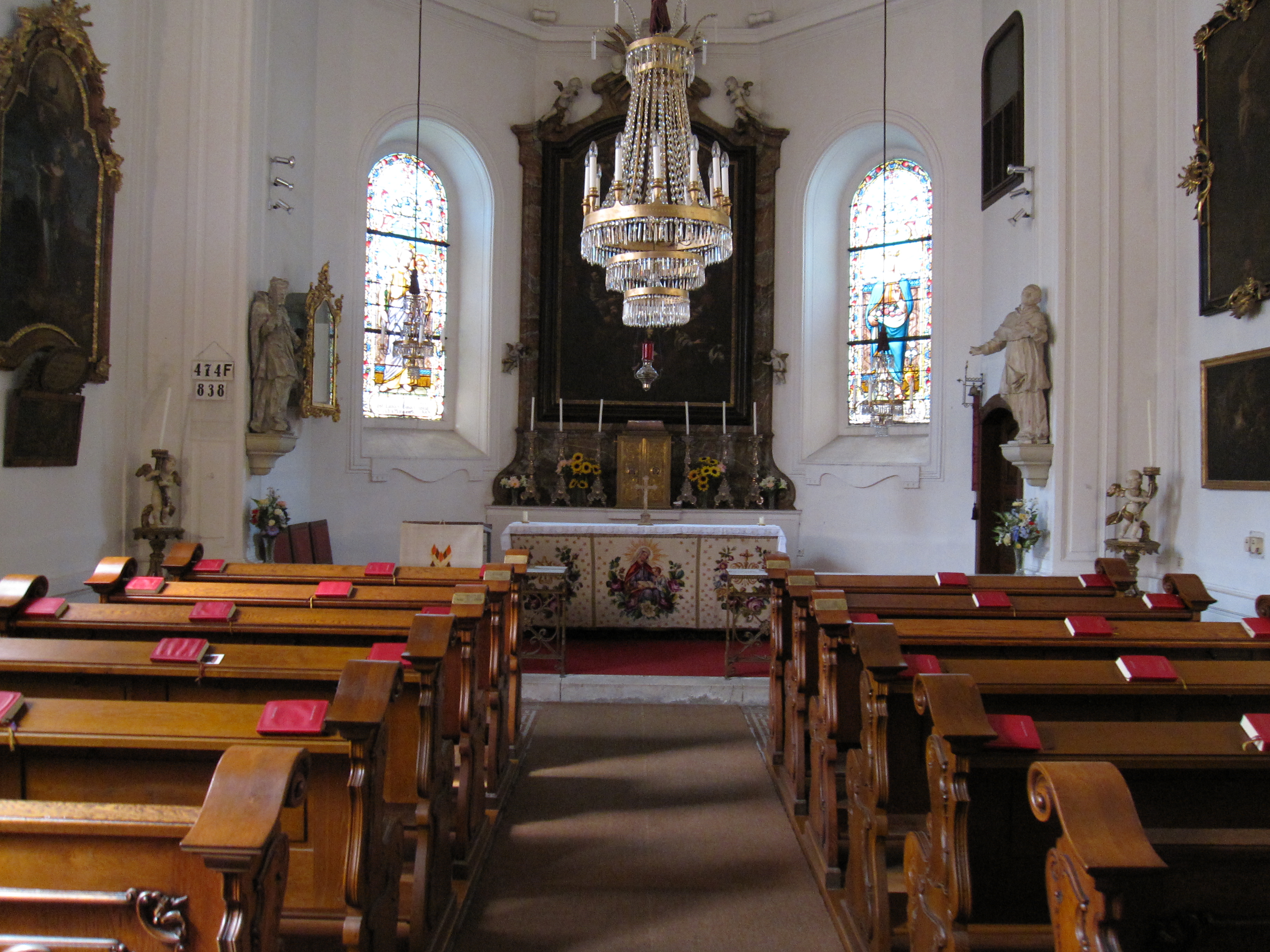
Innenraum der St.-Anna-Kapelle

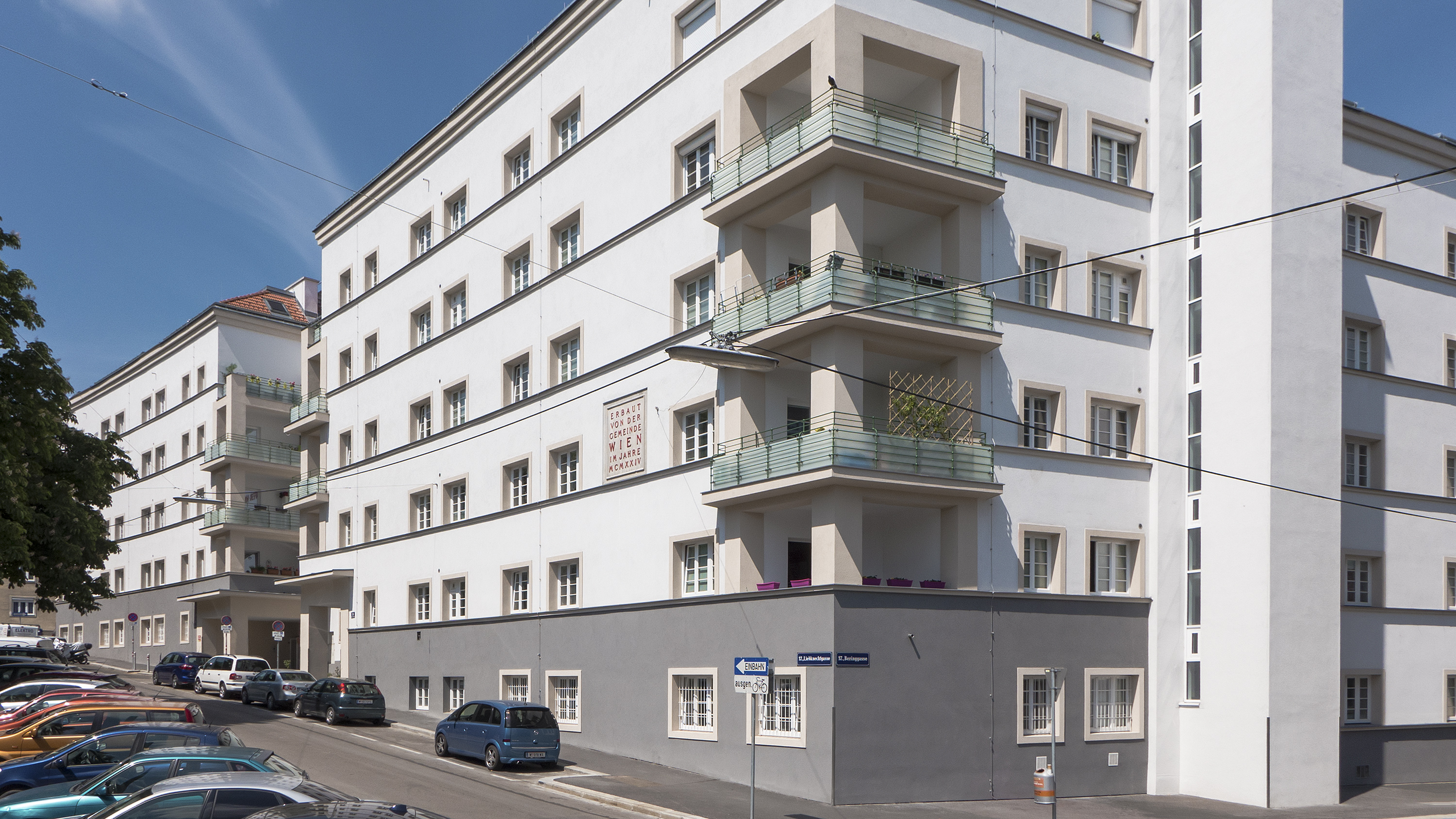
Der Wiedenhoferhof an der Liebknechtgasse

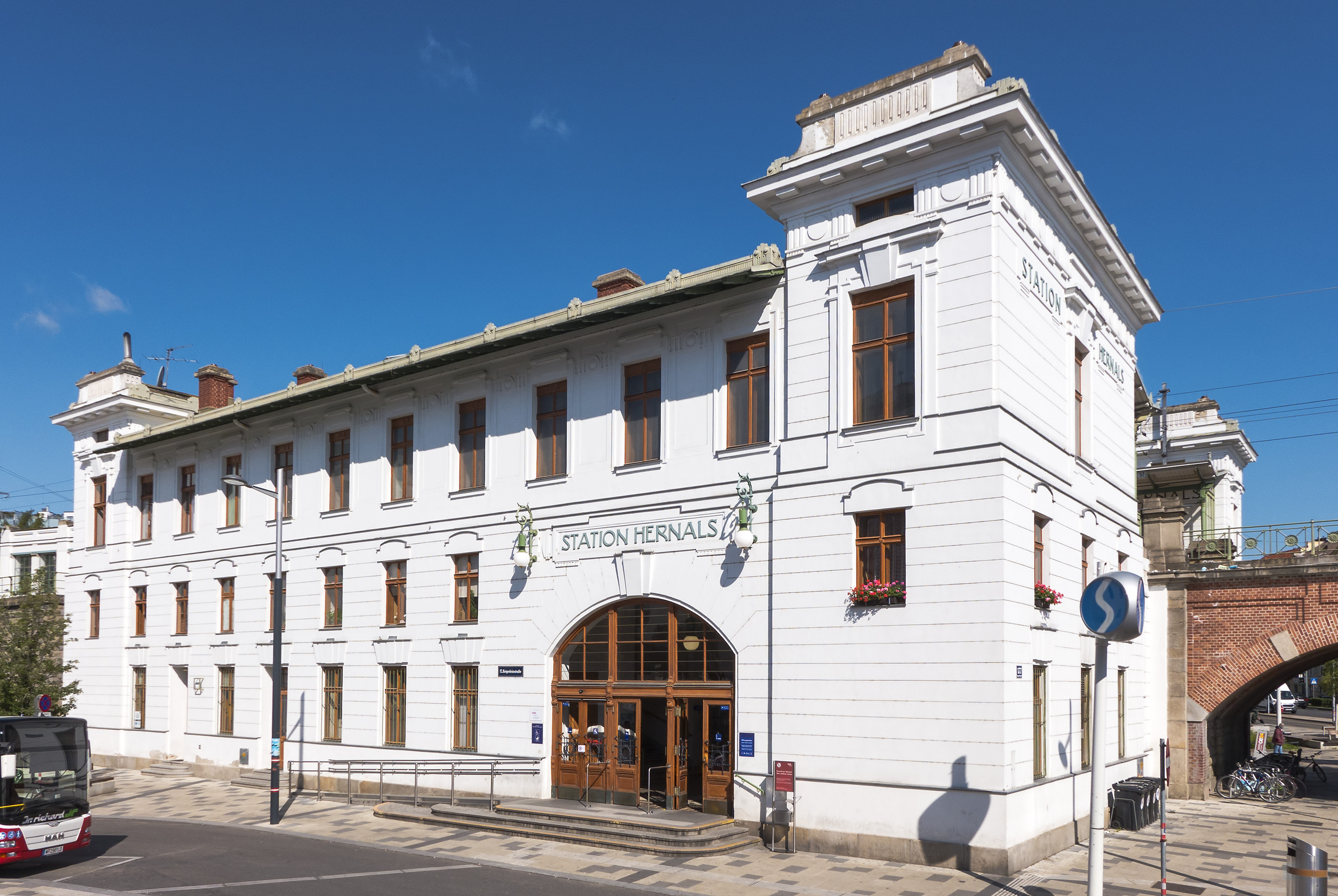
Bahnhof Hernals der Vorortelinie (S 45)

Der Dornbacher Ortskern ist von der Stadt Wien als bauliche Schutzzone definiert, eine weitere Schutzzone ist die kurz nach dem Ersten Weltkrieg entstandene und von Adolf Loos in seiner Eigenschaft als Chefarchitekt des Siedlungsamtes entworfene Siedlung Heuberg.

### Sühnekirche
Die Herz-Jesu-Sühnekirche befindet sich nahe der Westgrenze der Katastralgemeinde Dornbach am Dr.-Josef-Resch-Platz. Sie wurde 1931/32 nach Plänen des Architekten Bruno Buchwieser senior als spätes Beispiel des neuromanischen Stils in Form einer Basilika erbaut. Das Langhaus ist dreischiffig. In der Vorhalle befinden sich zwei Kapellen: die Familien-Kapelle und die Krieger-Kapelle. Das Betonrelief im Tympanon über dem Stufenportal unter dem großen Radfenster wurde um 1960 eingesetzt und zeigt die Herzen Jesu und Mariä. Die Ausstattung und Einrichtung der Kirche sind schlicht gehalten. Der Altarraum und weitere Elemente wurden in den 1950er Jahren von Ernst Bauernfeind neu gestaltet.

### Dornbacher Pfarrkirche
Die Dornbacher Pfarrkirche blickte heute auf eine über 850 Jahre alte Geschichte zurück. 1139 wurde die Kirche am heutigen Rupertusplatz eingeweiht. Durch Brände und die beiden Türkenkriege wurde sie jedoch mehrmals zerstört und wieder aufgebaut. Hinzu kamen mehrere Umbauten, der letzte 1931/32 nach Plänen von Clemens Holzmeister. Er verdrehte die Hauptachse der Kirche um 90 Grad und verband den barocken Teil der Kirche durch drei Mauerdurchbrüche mit dem Neubau. Die Zwischenwand wurde in den 1950er Jahren gänzlich entfernt, 1957 entstand ein neuer Haupteingang. Letztlich wurde in den 1980er Jahren der Kirchenplatz neu gestaltet und verkehrsberuhigt.

### Dornbacher Friedhof
Ursprünglich lag der Dornbacher Friedhof um die Pfarrkirche. Durch ein 1784 von Joseph II. erlassenes Dekret mussten die Friedhöfe jedoch am Ortsende angesiedelt werden. Daraufhin übersiedelte man den Friedhof nach Unterwieden (heute Braungasse/Oberwiedenstraße). Als sich der dortige Platz aber als zu klein herausstellte, wurde der Friedhof 1883 in Nachbarschaft zum Hernalser Friedhof auf einem Bergrücken neu angelegt. Im Gegensatz zu diesem beherbergt der Dornbacher Friedhof nur wenige prunkvolle Grabanlagen, es dominieren schlichte, klassizistische Gräber.

### Sportclub-Platz
Direkt neben dem Friedhof befindet sich der Wiener Sportclub-Platz, der älteste heute noch bespielte Fußballplatz in Wien.

### Gasthof „Zur güldenen Waldschnepfe“
Das ehemalige Einkehrwirtshaus, dessen Kern aus dem 17. Jahrhundert stammt, wurde 1883/84 von Heinrich und Franz Glaser nach Entwürfen von Dominik Avanzo und Paul Lange errichtet. Ab dem Zweiten Weltkrieg war es geschlossen, es erinnerte jedoch noch immer der schmiedeeiserne Kranz mit einer goldenen Waldschnepfe an die frühere Funktion des Hauses. Heute beherbergt es ein Büro und eine italienische Trattoria mit dem Namen "Alto" die den Platz der Waldschnepfe einnahm. Nach dessen Schließung in Folge der Corona-Krise befindet sich jetzt dort ein Nachfolge-Lokal mit dem Namen "Arco Adige" sowie das gleichnamige Eisgeschäft daneben.

### St.-Anna-Kapelle
Die neobarocke St.-Anna-Kapelle geht auf einen älteren Vorgängerbau zurück. Sie hat eine ungewöhnliche Lage inmitten einer Schienenschleife der Straßenbahn.

### Wiedenhoferhof
Der Josef-Wiedenhofer-Hof ist ein 1924/25 nach Plänen des bekannten Architekten und Designers Josef Frank errichteter Gemeindebau in Blockrandbebauung. Die repräsentative Fassade des trapezförmigen Baublocks mit zungenförmigem Hoftrakt ist auf den Kongressplatz gerichtet, während der Haupteingang der größeren Nähe zur Anbindung an den öffentlichen Verkehr am Hernalser Bahnhofsplatz wegen jener in der Zeillergasse (Nr. 7–11) ist. Auf Schmuck- und Gliederungselemente wurde großteils verzichtet, sieht man von den hellen Sohlbankgesimsen und Fensterumrahmungen ab, die einen Kontrast zur ursprünglich orangeroten Farbgebung des Gebäudes bildeten. Wegen dieser ensemblebestimmenden Farbe und dem für damalige Zeiten noch ungewöhnlichen Flachdach wurde der Wiedenhoferhof im Volksmund auch „Paprikakistl“ genannt. Die Aufstockung im Jahre 1953, während welcher auch das Flachdach durch ein Satteldach ersetzt wurde, und die Sockelsanierung 2009–2013 (inklusive Dachgeschoßausbau), die das charakteristische Rotorange durch Weiß ersetzte, hatten einschneidende Veränderungen im Hinblick auf Proportionierung und Erscheinungsbild zur Folge.

### Stationsgebäude der Vorortelinie
Der 1898 eröffnete Bahnhof Wien Hernals ist ein Werk des berühmten Jahrhundertwende-Architekten Otto Wagner. Die Station befindet sich in Hochlage über der Hernalser Hauptstraße, die hier über eine Brücke diagonal von der Vorortelinie gekreuzt wird. Wegen der durch die Schienenführung bedingten Schrägstellung des Gebäudes hat es keine direkt auf die Hauptstraße gerichtete Schauseite, weshalb die beiden Eingangsfassaden (Richtung Frauenfeld bzw. Neuottakring) annähernd gleichwertig ausgestaltet sind. Das asymmetrische Gebäude wirkt mit seinem monumentalen Eck (bekrönter Eckrisalit über Portal, gemauerter Viaduktbogen, von Straße sichtbares Perrondach) signifikant in den Bahnhofs(vor)platz herein, auf dem sie gemeinsam mit dem Holyhof von Rudolf Perco (bereits auf Hernalser Katastralgemeindegebiet) und dem neobiedermeierlich-spätsecessionistischen Eckhaus Hernalser Hauptstraße Nr. 180, das sich mit einer abgeschrägter Fassade auf den Platz orientiert, ein verhältnismäßig monumentales Ensemble bildet.

## Persönlichkeiten

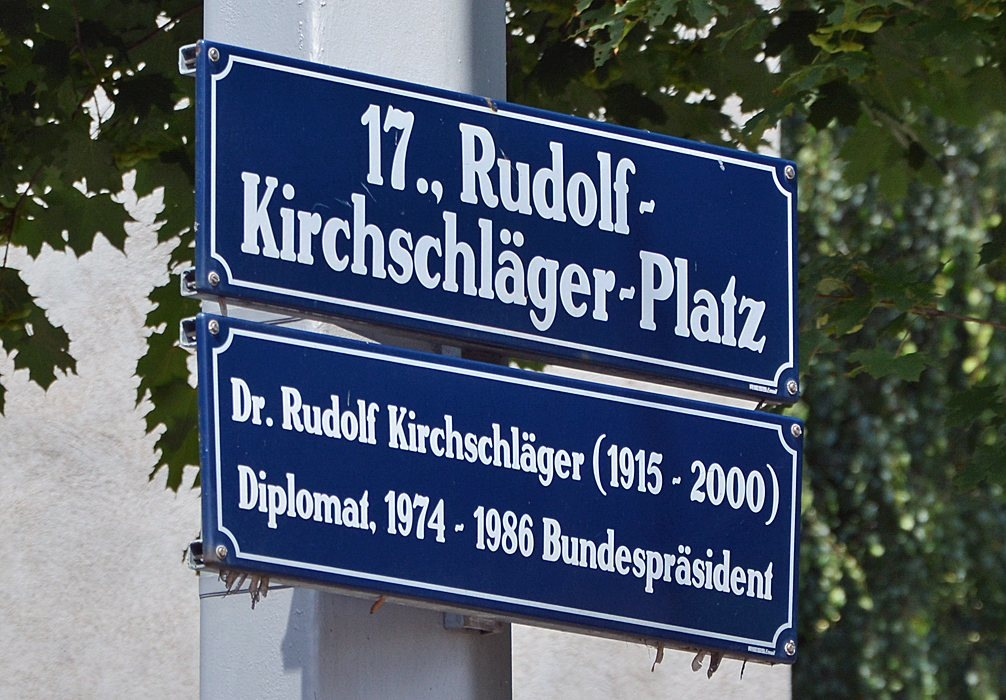
Rudolf-Kirchschläger-Platz

Folgende Persönlichkeiten lebten oder wirkten in Dornbach:
- Conrad Haas (1509–1576), Militärtechniker und Raketenpionier
- Bartholomäus Pethan (1573), italienischer Steinmetzmeister
- Wilhelm von Haidinger (1795–1871), Geologe und Mineraloge
- Vincenz Karl von Auersperg (1812–1867), Hofbeamter und Politiker
- Franz Glaser sen. (1822 in Laubendorf–1885), Baumeister und Dornbacher Bürgermeister
- Franz Glaser jun. (1852–1934), Architekt
- Heinrich Glaser (1855–1928), Architekt, Baumeister und Gemeinderatsmitglied
- Gustav von Neumann (1859–1928), Architekt
- Hugo Strache (1865–1927), Chemiker
- Josef Manner (1865–1947), Süßwarenproduzent
- Julius Meinl II. (1869–1944), Unternehmer
- Julius Klinger (1876–1942), Maler und Schriftsteller
- Julius Meinl III. (1903–1991), Unternehmer
- Anton Heiller (1923–1979), Musiker und Komponist
- Rudolf Kirchschläger (1915–2000), österreichischer Bundespräsident